# Charlie Dowdall
Pour les articles homonymes, voir Dowdall.
Charlie Dowdall, né le 7 avril 1898 à Dublin et mort le 7 novembre 1987 dans la même ville, est un footballeur international irlandais. Il joue au poste d'intérieur droit dans différents clubs irlandais et anglais et participe aux Jeux olympiques d'été de 1924 à Paris sous les couleurs de l'État Libre d'Irlande.

## Carrière

### en club
Charlie Dowdall est licencié au Saint James's Gate Football Club en 1921 alors que commence le premier championnat d'une Irlande indépendante. Avec son équipe il réalise le doublé, remportant le championnat puis la Coupe d'Irlande lors de la même saison. Lors de la finale de la coupe ses accrochages avec Bob Fullam joueur des Shamrock Rovers favorisent une atmosphère électrique qui dégénère au coup de sifflet final en des affrontements entre supporters et joueurs. À la fin du match, les supporters des Shamrock Rovers, rendus furieux par la défaite, envahissent le terrain et s'en prennent aux joueurs vainqueurs. La bagarre se poursuit dans les vestiaires quand cette fois les joueurs des Rovers envahissent le vestiaire de leurs adversaires pour une bagarre générale. Il faut alors que Jack Dowdall, son frère, sorte son revolver pour que l'agression s'arrête. La commission de discipline de la FAI conclura l'affaire par un mois de suspension pour Fullam, trois mois pour Flood et six pour Doyle.
Après un passage à Cork pour jouer avec le Fordsons Football Club il est transféré en Angleterre. Il intègre successivement les clubs de Barnsley Football Club et Swindon Town Football Club mais sans jamais s'imposer. Il ne joue que huit rencontres de championnat en deux saisons à Swindon.
Il rentre ensuite en Irlande pour jouer dans les deux clubs qu'il avait déjà fréquenté avant son départ vers l'Angleterre.

### en équipe nationale
Entre 1924 et 1931, Charlie Dowdall joue à cinq reprises sous les couleurs de l'État Libre d'Irlande. Il est sélectionné pour faire partie de l'équipe qui dispute pour la toute première fois une compétition internationale depuis l'indépendance, les Jeux olympiques d'été de 1924. Il ne joue aucune des deux rencontres des Jeux. Mais Il est titulaire lors des deux rencontres amicales jouées à Paris dans la foulée des épreuves olympiques. Sa première sélection a donc lieu lors du match contre l'Estonie remporté sur le score de 3-1. Une semaine plus tard il affronte les États-Unis à Dalymount Park à Dublin, une rencontre elle aussi remportée 3-1.
En mars 1926 il est dans l'équipe qui voyage en Italie mais n'est pas titularisé. Ses sélections suivantes arrivent en 1928 et 1929 à l'occasion de deux rencontres contre la Belgique. Sa cinquième et dernière sélection est lors d'une rencontre à Barcelone au Stade de Montjuic contre l'Espagne le 4 avril 1931. Les deux équipes font match nul 1-1.

## Palmarès
- Championnat d'Irlande de football
  - Vainqueur en 1922 avec le Saint James's Gate Football Club
- Coupe d'Irlande de football
  - Vainqueur en 1922 avec le Saint James's Gate Football Club